# 楊實秋
楊實秋（1958年9月24日—），中華民國政治人物，生於台北市，籍貫四川省威遠縣，曾以中國國民黨籍當選第6屆、第8屆、第9屆、第10屆、第11屆台北市議會市議員，於第12屆競選連任失利。經常在政論節目上評論時政。2015年，中國國民黨考紀會宣布開除楊實秋黨籍。

## 生平
出身眷村中的中華民國國軍家庭。1975年加入中國國民黨，曾就讀淡江大學土木工程學系，重考至東海大學政治系畢業，淡江大學國際事務與戰略研究所畢業。曾在美國UCLA從事碩士後研究。曾當選台北市議員第六屆、台北市議員第八屆、台北市議員第九屆、台北市議員第10屆、台北市議員第11屆。
市議員任內，長期關注追查台北市政府的台北捷運新店機廠聯合開發弊案（美河市開發案）、台北富邦文創大樓案、雙子星案。但在台北市議員第12屆選舉以9,297票落選。
2015年1月，在臺北市市長柯文哲邀請下，擔任臺北市政府廉政委員會廉政委員。同年7月15日，中國國民黨考紀會以楊實秋長期在政論節目污衊中國國民黨為由宣布開除楊實秋黨籍。8月3日向柯文哲口頭請辭廉政委員後，於8月26日以無黨籍身份代表首都改革陣線參選2016年中華民國立法委員選舉，但因在野陣營整合失利，最終以3%之差落選。

## 選舉紀錄
| 年度 | 選舉屆數               | 選舉區           | 所屬政黨   | 得票數 | 得票率 | 當選標記 | 備註 |
| ---- | ---------------------- | ---------------- | ---------- | ------ | ------ | -------- | ---- |
| 1989 | 第六屆臺北市議員選舉   | 臺北市第二選舉區 | 中國國民黨 | 14,307 | 4.19%  |          |      |
| 1994 | 第七屆臺北市議員選舉   | 臺北市第三選舉區 | 中國國民黨 | 11,106 | 4.58%  |          |      |
| 1998 | 第八屆臺北市議員選舉   | 臺北市第三選舉區 | 中國國民黨 | 14,142 | 5.63%  |          |      |
| 2002 | 第九屆臺北市議員選舉   | 臺北市第三選舉區 | 中國國民黨 | 17,783 | 7.89%  |          |      |
| 2006 | 第十屆臺北市議員選舉   | 臺北市第三選舉區 | 中國國民黨 | 21,545 | 10.17% |          |      |
| 2010 | 第十一屆臺北市議員選舉 | 臺北市第三選舉區 | 中國國民黨 | 14,235 | 6.10%  |          |      |
| 2014 | 第十二屆臺北市議員選舉 | 臺北市第三選舉區 | 中國國民黨 | 9,297  | 3.86%  |          |      |
| 2016 | 第九屆立法委員選舉     | 臺北市第七選舉區 | 無黨籍     | 69,882 | 42.28% |          |      |

## 爭議
- 2013年4月24日，雙子星案，外界疑慮不斷，台北市議會組成跨黨派調查小組，但國民黨日前已經有3人先宣布退出，沒想到，下午第一次開會時，無黨籍議員陳政忠議員，卻當場點名楊實秋，也曾收中工政治獻金，質疑國民黨議員參與調查玩假的，氣得楊實秋立刻拍桌反嗆，雙方爆發了激烈口角，楊實秋強調他表決時曾投反對票，就能看出自己沒護航，且2010年收到政治獻金便捐給台北市教育局，無利益迴避問題，且依據監察院資料，2006年至2010年國民兩黨議員收受建設及營造相關公司政治獻金，逾50人，若依照此邏輯，所有收過政治獻金之議員都不宜加入調查小組。[9][10][11]
- 2015年7月16日葉慶元於政論節目談遭國民黨開鍘的五位是打著藍旗反藍旗，並質疑此次被開鍘的人是真心為黨好，亦或是為了自己政治前途更上層樓。但回顧2014年5月9日第11屆台北市議會第07次定期大會市政總質詢，楊實秋公開質詢郝龍斌市長，明確向市長表明其市府團隊前法規會主委、法務局局長葉慶元關說涉入此案。[12][13]
- 2015年楊實秋宣布參選立委後，姚立明曾協調同選區的在野參選人整合，以團結對抗國民黨的費鴻泰。其中包括藝人任家萱（藝名Selina）夫婿張承中，張承中提到之前楊實秋不斷要求整合，甚至要他透過姚立明、親民黨、民國黨等關係不斷協調，卻始終沒有進行民調，最後楊先生在25號登記參選，等同於整合破局，張承中也決定將「無條件退選」。[14]張也親自出面說明，暗批同選區參選人楊實秋「變來變去」，讓他感覺沒有誠意整合，且登記後再協調怎麼會是整合？張承中也回應媒體，直言不願為楊輔選。[15]此時，姚立明也替另外一位社會民主黨的呂欣潔輔選，姚不願意多作解釋，只認為呂欣潔最能代表新世代聲音，才會表態支持呂欣潔、放棄楊先生。[16]楊實秋不滿張承中片面之詞，隨即公布雙方簽字的協議書，以証明自己清白。[17]

## 事件
- 2004年10月19日，楊實秋於台北市議會財建部門質詢馬英九市府，指出大巨蛋案，竹中工務店劉培森建築師向他檢舉，市府特定首長立場偏頗、明顯偏向廠商，希望市府主事官員辦理全案時，應有誠信，態度不應偏頗。楊實秋同時點名財政局長李述德，指李在「台北銀行釋股案」中行事風格已經遭到外界強烈質疑，近日李述德針對「巨蛋」一些談話也讓業者認為李有特定立場。[18]
- 在2014年台北市長選舉期間，一再被提到「到底誰才是台北悠遊卡公司轉虧為盈的關鍵推手？」。楊實秋主張，悠遊卡公司之所以轉虧為盈，是因為他在民國94年（西元2005年）時，在台北市議會交通委員會，由他推動悠遊卡公司與信用卡公司簽署聯名約，替悠遊卡帶來15億的收入，其中包含四億權利金與每發行一張有五百元的權利金，這才使得悠遊卡公司轉虧為盈。[19][20]
- 在第十一屆議員任內，追查新店美河市弊案。楊實秋於2011年4月26日，帶前政風處處長，現任廉政署副署長楊石金，赴臺北市調處，與當時臺北市調處處長潘鴻謀會面，並當面要求潘鴻謀處長應儘速調查此弊案。2012年10月，楊實秋再將此案，請政風處移送廉政署，並同時檢舉四個捷運聯合開發案，一併送廉政署調查。2012年年底監察院針對本案彈劾兩官員(還有一位首長彈劾未過)，並再度糾正台北市政府。2013年12月，檢調機關根據廉政署所掌握的關鍵證據，進一步大動作搜查市府及調查涉案官員。2014年12月3日台北市捷運局終於公布做了一年的重新鑑價結果，合作建商日勝生至少須再支付近七十七億元給北市府。[21][22]
- 2013年爆發太極雙星弊案，台北市議會成立台北市議會雙子星大樓開發案調查小組，楊實秋擔任其成員之一。2013年5月13日楊實秋書面質詢表示，4月8日他向調查局官員表示，希望與承辦此案檢察官會面，並提供相關資料。4月24日時，他已提供6位涉嫌議員名單交給調查局官員，請該官員轉交承辦檢察官偵查。然而檢調要求保密，無法透露名單。[23][24]
- 過去關心特殊教育孩童，亞斯伯格症（亞症）、過動兒、自閉症等需特殊關懷孩子，因為自身孩子患有過動症，所以過去力促無論是亞症、自閉症等學童，或一般孩子有情緒問題到市立聯醫看診，不必掛精神科，可以改至家庭醫科或其他科別。也與扶輪社共同推動成立「台北市天行者全人關懷協會」，由台北市立聯合醫院松德院區院長龍佛衛擔任顧問。該協會並於2013年成立「天星實驗學園」，在國內外接受特殊教育，需要高額的費用，造成許多家庭並沒有辦法負擔。而在扶輪社的募款協助之下，入學天星學園，完全免費，降低家長們的負擔。[25][26][27]
- 議員任內踢爆台北市政府圖利台北富邦，質疑松山文化創意園區BOT案違規充斥六星級旅館、電影院等商業設施，涉圖利台北文創公司，要求台北市政府重啟權利金談判。楊實秋於2012年12月3日向台北地檢署告發市府文化局局長劉維公、文化局專委劉得堅瀆職。並於2014年8月14日上午赴監察院檢舉市府官員涉嫌瀆職圖利。楊實秋表示當松山文創六星級旅館開幕，每晚動輒數萬元，堪稱台北市最貴的飯店之一，但諷刺的是，旅館土地竟是台北市政府以「文創 BOT」名目，用極低價錢將精華市有土地，租給台北文創公司經營，50年 BOT期間土地租金約僅12億元，換算下來平均每月每坪土地成本僅71.4元，但蓋成六星級旅館後，卻一晚動輒數萬元收費。2014年12月31日文創大樓將舉辦夜店派對，完全背離台北市文創政策宗旨。[28][29][30][31][32][33][34]
- 2014年中華民國直轄市議員及縣市議員選舉前夕公布政治獻金明細，並將在選後將政治獻金結餘捐助給需要的社福以及弱勢團體。選舉期間更以不鋪張浪費的方式，將過去市議員選舉製作逾20年的旗幟重複使用，宣傳車是將自家用車裝上擴音器使用，也不設立競選總部。[35][36][37]
- 身為中國國民黨黨員，多次呼籲該黨將黨產全數捐做公益，改革國民黨。2014年12月4日召開記者會，呼籲馬英九、金溥聰放權，要求「馬金體制」為1129敗選負責。更早於2013年4月於政論節目表示，應將陳水扁保外就醫案，以中華民國卸任元首一高度政治事件看待處理。[38][39]